# Szafirek miękkolistny
Szafirek miękkolistny (Leopoldia comosa (L.) Parl.) – gatunek byliny z rodziny szparagowatych. W wykazie flory Polski wymieniony pod nazwą Muscari comosum (L.) Mill.

## Rozmieszczenie geograficzne
Gatunek pochodzi z basenu Morza Śródziemnego, występuje w południowej Europie, północnej Afryce i na Bliskim Wschodzie. Zasięg obejmuje także obszary wokół Morza Czarnego. Roślina przed wiekami została sprowadzona do Europy Środkowej i tu spotykana jest jako archeofit. Przez Niemcy i Polskę biegnie północna granica zasięgu. Notowany był na Śląsku i Wyżynie Małopolskiej oraz na Roztoczu.

## Morfologia

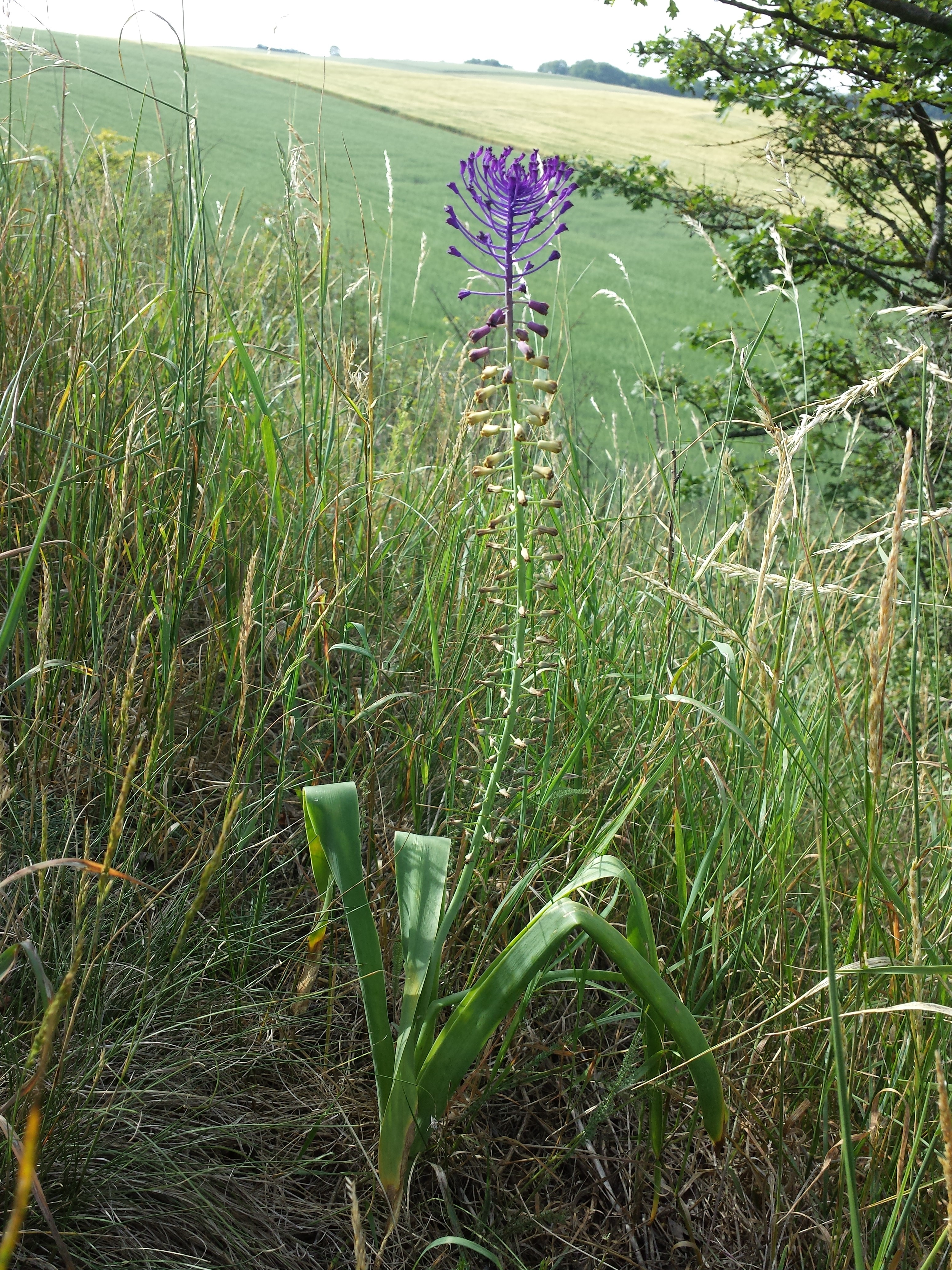
Szafirek miękkowłosy – pokrój

ŁodygaObły, dość gruby głąbik, wysokości od 30 do 60 cm
LiścieRównowąskie, karbowane, o szorstkich brzegach i szerokości 0,5–1,5 centymetrów, długości 30–50 cm.
KwiatyZebrane w cylindryczne grono. Górne liliowe kwiaty są płonne, wyrastają na szypułkach 4-6 razy dłuższych od kwiatów płodnych i są gęsto skupione. Dolne kwiaty są płodne, w środku głąbika lekko przewisające, brudnopurpurowe, dolne poziomo odstające, zielonkawe.
OwoceTorebki, pękające nie wzdłuż przegród, a pomiędzy szwami.
Organ podziemnyCebula o średnicy do 4 cm.

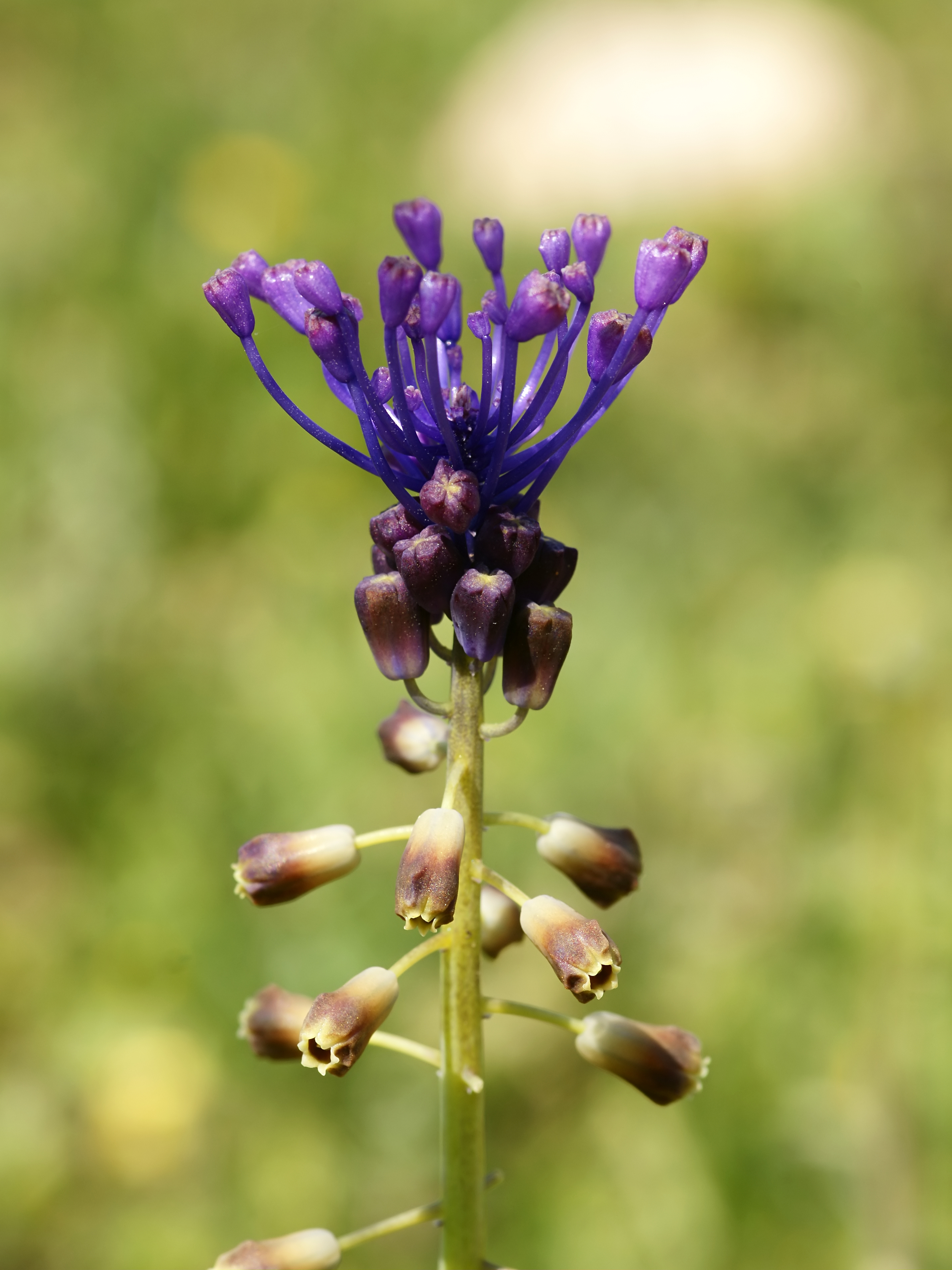
Kwiatostan
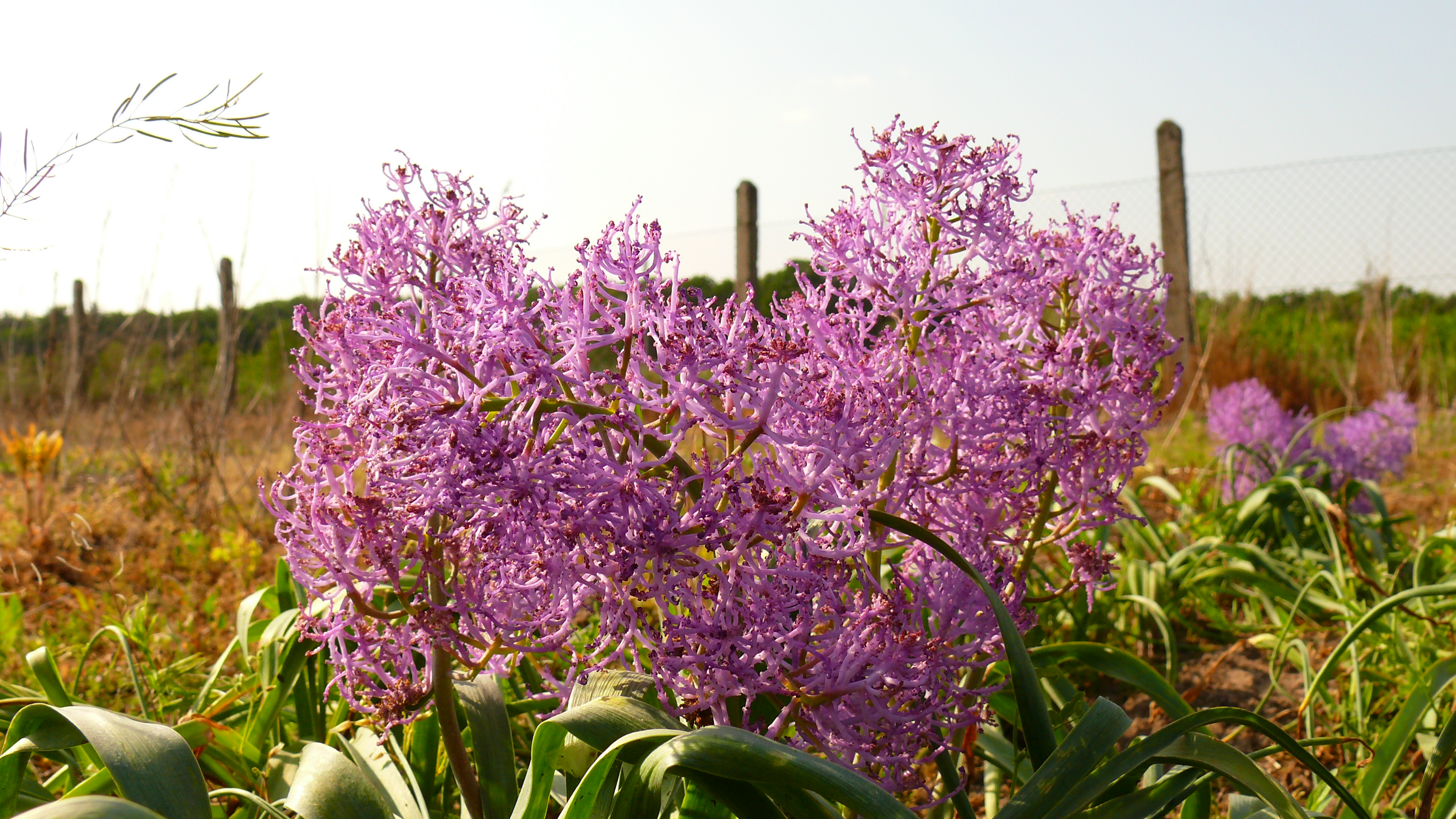
Odmiana 'Plumosum'

## Biologia i ekologia
Bylina, geofit. Kwitnie od maja do czerwca. Rośnie w murawach, na suchych i ubogich winnicach. Liczba chromosomów 2n = 18.

## Zastosowanie
Roślina uprawna: uprawiany jako roślina ozdobna. Wśród uprawianych odmian jest 'Plumosum' (też jako 'Monstrosum'), u której wszystkie kwiaty są płone, o kolorze jasnolila, a głąbik osiąga ok. 20 cm wysokości.

## Zagrożenia i ochrona
Roślina objęta jest w Polsce ochroną ścisłą. 
Kategorie zagrożenia gatunku:
- Kategoria zagrożenia w Polsce według Czerwonej listy roślin i grzybów Polski (2006)[8]: V (narażony na wyginięcie); 2016: EN (zagrożony)[9].
- Kategoria zagrożenia w Polsce według Polskiej Czerwonej Księgi Roślin (2001): CR (krytycznie zagrożony); 2014: EN (zagrożony)[10].

W Polsce podano około 150 stanowisk tego gatunku, na większości z nich obecnie już nie występuje. W 2008 r. istniało już tylko kilkanaście stanowisk, m.in. na Dolnym Śląsku, w okolicach Wrocławia i Tomaszowa Lubelskiego. 